# Pier Leoni
Pier Leoni ou Pierleone (em latim: Petrus Leo ou Petrus filius Leonis; m. 2 de junho de 1128) era filho do judeu converso Leo de Benedicto e fundador da importante família medieval romana dos Pierleoni. Era chamado de "Crasso Judeu" por Gregoróvio.

## História
Pierleone era um cônsul de Roma no início do século XII e um dos regentes da cidade quando o papa Júlio II partiu em 1108 para lidar com um levante entre as tropas. "Roma permaneceu um fosso de revoltas diárias" segundo Gregoróvio.
Em 1111, Pierleone negociou a coroação imperial de Henrique V do Sacro Império Romano-Germânico. Sempre fiel ao papa, retomou a cidade para ele em 1117, mas acabou preso em sua torre por Ptolemeu I de Túsculo. Depois da eleição do bispo João de Gaeta como Gelásio II em 24 de janeiro de 1118, o novo papa foi preso por Cêncio II Frangipane e foi Pierleone e seu filho Pedro, o prefeito da cidade, e o gonfaloneiro papal, Estêvão, o Normando, que o resgataram.
Pierleone tinha sob seu controle o Teatro de Marcelo, a Ilha Tiberina e o Castelo de Santo Ângelo, a principal fortaleza papal, e foi um homem muito poderoso em sua época, mesmo sendo neto de um judeu do Trastevere. Seu grande sarcófago de mármore está na Basílica de São Paulo fora da Muralha, no qual se lê a seguinte inscrição: "Um homem sem igual, imensamente rico em dinheiro e filhos". Entre estes Leão, Pedro (futuro antipapa Anacleto II), Giordano Pierleoni (patrício da Comuna de Roma), Rogério e Huguizão. Acredita-se que uma de suas filhas tenha se casado com Rogério I da Sicília.